# Foncine-le-Haut
Foncine-le-Haut település Franciaországban, Jura megyében. Lakosainak száma 1107 fő (2022. január 1.). Foncine-le-Haut Bief-des-Maisons, Foncine-le-Bas, Chapelle-des-Bois, Châtelblanc, Arsure-Arsurette, Les Chalesmes és Les Planches-en-Montagne községekkel határos.

## Népesség
A település népességének változása:
| Lakosok száma | 785  | 773  | 855  | 1014 | 1035 | 1048 | 1063 | 1081 | 1099 | 1107 |
|               | 1968 | 1982 | 1990 | 2006 | 2013 | 2015 | 2017 | 2019 | 2020 | 2022 |